# Хант, Стивен Патрик
Сти́вен Па́трик Хант (англ. Stephen Patrick Hunt; родился 1 августа 1981 года, Порт-Лиише, Ирландия) — ирландский футболист, полузащитник. Участник чемпионата Европы 2012.

## Клубная карьера
Игрок клуба «Кристал Пэлас». За лондонскую команду Хант дебютировал 1 апреля 2000 года в матче против «Фулхэма» и провёл за команду 3 матча в чемпионате сезона 1999/2000. В июле 2001 года полузащитник перешёл в клуб первой лиги «Брентфорд», за который выступал 4 сезона.
В июле 2005 года Стивен Хант вернулся в чемпионат, став игроком «Рединга». В первом сезоне за «Рединг» ирландец провёл в чемпионате 38 игр, забил 2 гола и помог своей команде выиграть турнир. Впервые сыграл в Премьер-лиге 19 августа 2006 года против «Мидлсбро», заменив на 83-й минуте матча Бобби Конви. 14 октября 2006 года, на 1-й минуте матча чемпионата Англии против «Челси», Хант столкнулся с Петром Чехом и нанёс голкиперу «синих» тяжёлую травму. После этого инцидента полузащитник «Рединга» некоторое время получал письма с угрозами от болельщиков «Челси». 1 января 2007 года Стивен Хант забил свой первый гол в Премьер-лиге, поразив ворота «Вест Хэма» в матче, выигранном «Редингом» со счётом 6:0. По итогам сезона 2007/2008 «Рединг» занял 18-е место в чемпионате и покинул
Премьер-лигу. Хант отыграл за команду ещё один сезон в чемпионате, после чего вернулся в высший дивизион английского футбола, перейдя в «Халл Сити».
За «тигров» из Йоркшира ирландец отыграл один сезон, забив 6 голов в 29 сыгранных матчах. По итогам сезона «Халл Сити» выбыл из Премьер-лиги, заняв предпоследнее, 19-е, место. Хант же в июле 2010 года стал игроком «Вулверхэмптона», оставшись таким образом в сильнейшей футбольной лиге Англии. Выступая за «волков», полузащитник провёл в Премьер-лиге ещё два сезона, пока его команда по итогам сезона 2011/12 не выбыла в Чемпионат Футбольной лиги. Через год «Вулвехэмптон», заняв предпоследнее место в Чемпионате, вылетел в Первую лигу. В июле 2013 года Хант покинул команду и оставался свободным агентом до ноября, когда подписал контракт с «Ипсвич Таун».
За «Ипсвич» футболист дебютировал 9 ноября 2013 года, заменив во втором тайме матча против «Блэкпула» Кристофа Берру
.

## В сборной
10 октября 2000 года Стивен Хант, выйдя на замену на 90-й минуте, сыграл в единственном в своей карьере матче за молодёжную сборную Ирландии. Это произошло в матче с Эстонией, сыгранном в рамках отборочного турнира к чемпионату Европы 2002.
Хант дебютировал в сборной Ирландии 7 февраля 2007 года в выездном матче отборочного турнира к чемпионату Европы 2008 против Сан-Марино. Полузащитник заменил на поле Иана Харта на 74-й минуте встречи, а его команда выиграла со счётом 2:1. В дальнейшем Хант провёл ещё 5 матчей за сборную в рамках отборочного турнира к Евро—2008.
19 ноября 2008 года Стивен Хант забил единственный в своей карьере гол за национальную сборную. Это произошло в товарищеском матче со сборной Польши, проигранном ирландцами со счётом 2:3. Полузащитник реализовал пенальти, назначенный за нарушение против Шейна Лонга.
В дальнейшем Хант играл за сборную в матчах отборочных турниров к чемпионату мира 2010 (10 матчей) и чемпионату Европы 2012 (7 матчей), а также в Кубке наций 2011 (2 матча). Летом 2012 года Стивен Хант попал в заявку сборной Ирландии для участия в чемпионате Европы, но ни в одной игре турнира на поле не вышел.

## Статистика
| Матчи Стивена Ханта за сборную Ирландии | Матчи Стивена Ханта за сборную Ирландии | Матчи Стивена Ханта за сборную Ирландии | Матчи Стивена Ханта за сборную Ирландии | Матчи Стивена Ханта за сборную Ирландии | Матчи Стивена Ханта за сборную Ирландии | Матчи Стивена Ханта за сборную Ирландии |
| --------------------------------------- | --------------------------------------- | --------------------------------------- | --------------------------------------- | --------------------------------------- | --------------------------------------- | --------------------------------------- |
| №                                       | Дата                                    | Оппонент                                | Счёт                                    | Голы Ханта                              | Соревнование                            |                                         |
| 1                                       | 7 февраля 2007                          | Сан-Марино                              | 2-1                                     | -                                       | Отборочный матч ЧЕ—2008                 |                                         |
| 2                                       | 24 марта 2007                           | Уэльс                                   | 1-0                                     | -                                       | Отборочный матч ЧЕ—2008                 |                                         |
| 3                                       | 28 марта 2007                           | Словакия                                | 1-0                                     | -                                       | Отборочный матч ЧЕ—2008                 |                                         |
| 4                                       | 23 мая 2007                             | Эквадор                                 | 1-1                                     | -                                       | Товарищеский матч                       |                                         |
| 5                                       | 26 мая 2007                             | Боливия                                 | 1-1                                     | -                                       | Товарищеский матч                       |                                         |
| 6                                       | 22 августа 2007                         | Дания                                   | 0-4                                     | -                                       | Товарищеский матч                       |                                         |
| 7                                       | 12 сентября 2007                        | Чехия                                   | 1-0                                     | -                                       | Отборочный матч ЧЕ—2008                 |                                         |
| 8                                       | 17 октября 2007                         | Кипр                                    | 1-1                                     | -                                       | Отборочный матч ЧЕ—2008                 |                                         |
| 9                                       | 17 ноября 2007                          | Уэльс                                   | 2-2                                     | -                                       | Отборочный матч ЧЕ—2008                 |                                         |
| 10                                      | 6 февраля 2008                          | Бразилия                                | 0-1                                     | -                                       | Товарищеский матч                       |                                         |
| 11                                      | 24 мая 2008                             | Сербия                                  | 1-1                                     | -                                       | Товарищеский матч                       |                                         |
| 12                                      | 20 августа 2008                         | Норвегия                                | 1-1                                     | -                                       | Товарищеский матч                       |                                         |
| 13                                      | 6 сентября 2008                         | Грузия                                  | 2-1                                     | -                                       | Отборочный матч ЧМ—2010                 |                                         |
| 14                                      | 10 сентября 2008                        | Черногория                              | 0-0                                     | -                                       | Отборочный матч ЧМ—2010                 |                                         |
| 15                                      | 19 ноября 2008                          | Польша                                  | 2-3                                     | 1                                       | Товарищеский матч                       |                                         |
| 16                                      | 11 февраля 2009                         | Грузия                                  | 2-1                                     | -                                       | Отборочный матч ЧМ—2010                 |                                         |
| 17                                      | 28 марта 2009                           | Болгария                                | 1-1                                     | -                                       | Отборочный матч ЧМ—2010                 |                                         |
| 18                                      | 1 апреля 2009                           | Италия                                  | 1-1                                     | -                                       | Отборочный матч ЧМ—2010                 |                                         |
| 19                                      | 29 мая 2009                             | Нигерия                                 | 1-1                                     | -                                       | Товарищеский матч                       |                                         |
| 20                                      | 6 июня 2009                             | Болгария                                | 1-1                                     | -                                       | Отборочный матч ЧМ—2010                 |                                         |
| 21                                      | 12 августа 2009                         | Австралия                               | 0-3                                     | -                                       | Товарищеский матч                       |                                         |
| 22                                      | 5 сентября 2009                         | Кипр                                    | 1-2                                     | -                                       | Отборочный матч ЧМ—2010                 |                                         |
| 23                                      | 10 октября 2009                         | Италия                                  | 2-2                                     | -                                       | Отборочный матч ЧМ—2010                 |                                         |
| 24                                      | 14 октября 2009                         | Черногория                              | 0-0                                     | -                                       | Отборочный матч ЧМ—2010                 |                                         |
| 25                                      | 14 ноября 2009                          | Франция                                 | 0-1                                     | -                                       | Отборочный матч ЧМ—2010                 |                                         |
| 26                                      | 17 ноября 2010                          | Норвегия                                | 1-2                                     | -                                       | Товарищеский матч                       |                                         |
| 27                                      | 24 мая 2011                             | Северная Ирландия                       | 5-0                                     | -                                       | Кубок наций 2011                        |                                         |
| 28                                      | 29 мая 2011                             | Шотландия                               | 1-0                                     | -                                       | Кубок наций 2011                        |                                         |
| 29                                      | 4 июня 2011                             | Македония                               | 2-0                                     | -                                       | Отборочный матч ЧЕ—2012                 |                                         |
| 30                                      | 7 июня 2011                             | Италия                                  | 2-0                                     | -                                       | Товарищеский матч                       |                                         |
| 31                                      | 10 августа 2011                         | Хорватия                                | 0-0                                     | -                                       | Товарищеский матч                       |                                         |
| 32                                      | 2 сентября 2011                         | Словакия                                | 0-0                                     | -                                       | Отборочный матч ЧЕ—2012                 |                                         |
| 33                                      | 6 сентября 2011                         | Россия                                  | 0-0                                     | -                                       | Отборочный матч ЧЕ—2012                 |                                         |
| 34                                      | 7 октября 2011                          | Андорра                                 | 2-0                                     | -                                       | Отборочный матч ЧЕ—2012                 |                                         |
| 35                                      | 11 октября 2011                         | Армения                                 | 2-1                                     | -                                       | Отборочный матч ЧЕ—2012                 |                                         |
| 36                                      | 11 ноября 2011                          | Эстония                                 | 4-0                                     | -                                       | Отборочный матч ЧЕ—2012                 |                                         |
| 37                                      | 15 ноября 2011                          | Эстония                                 | 1-1                                     | -                                       | Отборочный матч ЧЕ—2012                 |                                         |
| 38                                      | 29 февраля 2012                         | Чехия                                   | 1-1                                     | -                                       | Товарищеский матч                       |                                         |
| 39                                      | 4 июня 2012                             | Венгрия                                 | 0-0                                     | -                                       | Товарищеский матч                       |                                         |

## Достижения
- Обладатель Кубка наций: 2011

## Семья
Младший брат Стивена Ноэль Хант — также профессиональный футболист, нападающий национальной сборной.